# Neufahrn (bei Freising) (stacja kolejowa)
Neufahrn (bei Freising) (niem: Bahnhof Neufahrn (bei Freising)) – stacja kolejowa w Neufahrn bei Freising, w kraju związkowym Bawaria, w Niemczech. Jest obsługiwana przez pociągi S-Bahn.
Stacja znajduje się na linii kolejowej z Monachium do Ratyzbony i jest obsługiwany przez linię S1. Na północ od stacji otwarto w 1998 roku połączenie z lotniskiem. W konsekwencji, zgodnie z linią S1 obsługuje naprzemiennie lub łącznie lotnisko i Freising. Stacja posiada peron boczny i peron wyspowy. Peron wyspowy jest dostępny za pośrednictwem tunelu, który znajduje się na zachodnim krańcu podjazdu na Bahnhofsplatz i Massenhaser Straße. Przy Bahnhofsstraße znajduje się także parking P&R. Główny peron ma 210 metrów długości i 96 cm wysokości. Peron wyspowy ma 210 metrów, ale tylko 76 cm wysokości.